# (1294) Antwerpia
(1294) Antwerpia ist ein Asteroid des Hauptgürtels, der am 24. Oktober 1933 vom belgischen Astronomen Eugène Joseph Delporte in Ukkel entdeckt wurde. 
Benannt ist der Asteroid nach der belgischen Stadt Antwerpen.